# Трескавица
Трескавица — гора в Республике Сербской, часть её западного склона располагается уже на территории Федерации Боснии и Герцеговина. Высота Трескавицы составляет 2 086 метров над уровнем моря. Является частью Динарского нагорья, формировалась из вторичных и третичных осадочных пород, из известняков и доломитов. На горе находятся несколько красивых горных озер, крупнейшее из которых — Велико-Йезеро. В свою очередь, из них вытекают несколько горных рек, такие как Бистрица (приток Дрины), Жельеница (приток Босны), Люта и Ракитиница (притоки Неретвы). В солчнечную погоду с горы можно видеть территорию Черногории и Адриатическое море.
Во время Боснийской войны Трескавица стала местом ожесточенных сражений. С одной стороны бои шли за Трново, которое в 1993 году перешло к боснийским сербам и затем стало мишенью атак боснийских мусульман, а с другой — Сараево, бои вокруг которого шли вплоть до самого конца войны. Несмотря на значительное количество мин и неразорвавшихся снарядов, до сих пор лежащих на склонах горы, Трескавицу все активнее посещают туристы и альпинисты.